# Светска рагби федерација
Светска рагби федерација (енгл. World rugby) је међународна организација која управља рагбијем 15. Основана је 1886. године, а седиште је у месту Даблин у Ирској. Председник је Бернард Лапасет из Француске. Чланство у светској рагби федерацији има 117 националних савеза.